# Carlos Pérez de Bricio Olariaga
Carlos Pérez de Bricio Olariaga (Madrid 31 de desembre de 1927- 16 de juliol de 2022) és un empresari i polític espanyol, ministre d'indústria durant la Transició espanyola.

## Biografia
És Inspector de Finances de l'Estat. Ha estat representant espanyol en l'elaboració de la nomenclatura aranzelària internacional de Brussel·les i en l'ingrés d'Espanya en el GATT. Després fou delegat d'Espanya en el Consell de Cooperació Duanera Internacional de Brussel·les, presidint de 1955 a 1967 el seu comitè de nomenclatura. Posteriorment, fou president del Subcomitè de siderúrgia de l'OCDE, membre del Comitè Executiu de l'Institut Internacional del Ferro i de l'Acer, i de 1969 a 1975 Director General d'Indústries Siderometal·lúrgiques i Navals.
El desembre de 1975 va ser nomenat ministre d'Indústria dins del primer Govern de la Monarquia, càrrec que va continuar ocupant durant el primer i segon govern de Adolfo Suárez.
Després del seu pas per la política va ser president i conseller delegat de CEPSA des de 1996 i a més de PETRESA, INTERQUISA i ERTISA. Va exercir també en l'àmbit privat els càrrecs de conseller a Citroën Hispania S.A., Mecánicas Asociadas, Celulosas de Asturias, SNIACE, MACOSA, Carburos Metalicos i Acerinox.
En l'àmbit associatiu empresarial va jugar un important paper com a fundador de CONFEMETAL i ha estat vicepresident i membre fundador de la CEOE des de 1979.
L'any 1990 fou nomenat vicepresident de l'Organització Europea d'Indústries Metal·lúrgiques.